# 宮城縣護國神社

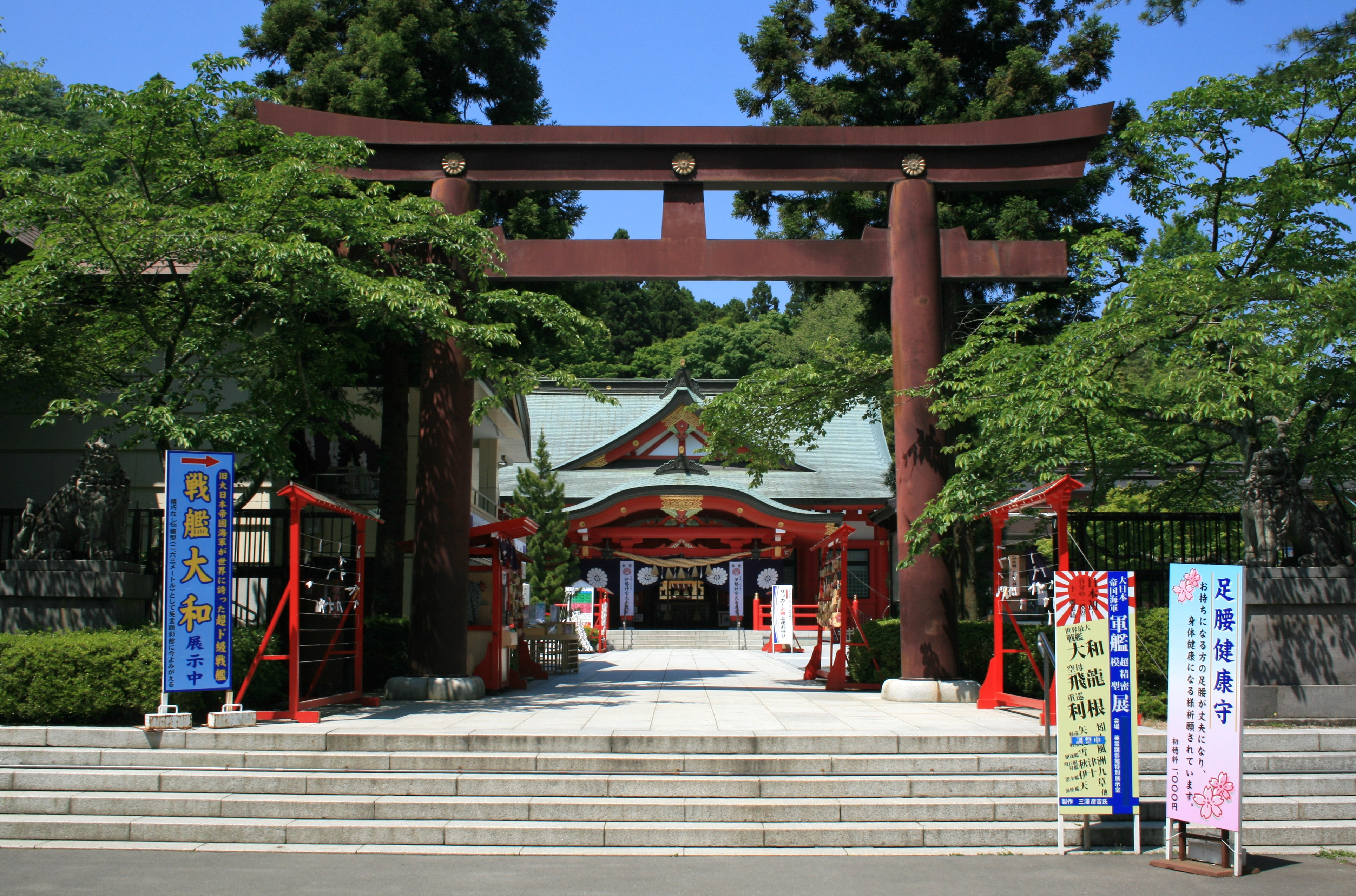
正面大鳥居

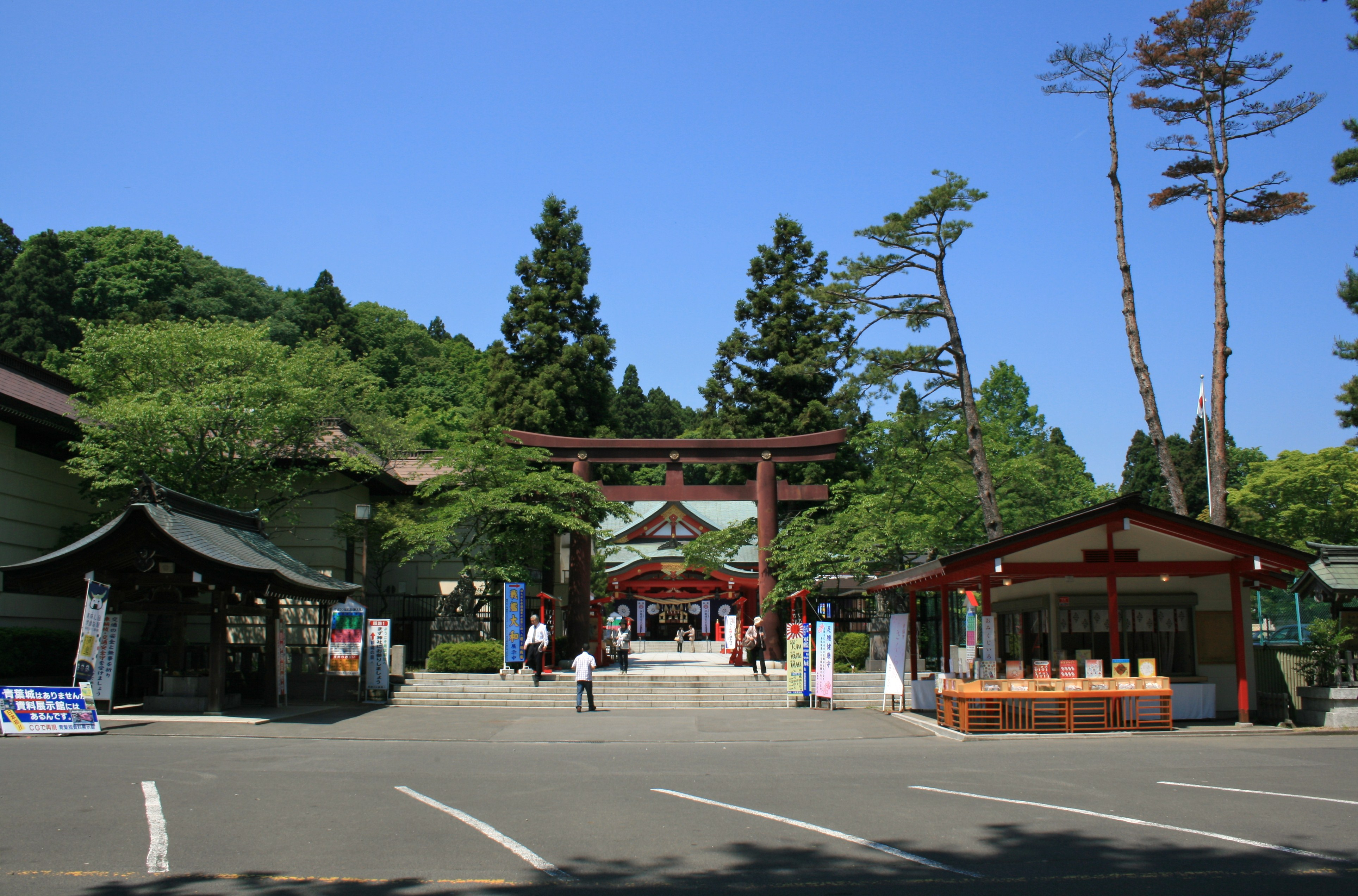
拝殿と鳥居の遠景

宮城縣護國神社（みやぎけんごこくじんじゃ）は、宮城県仙台市青葉区川内にある神社（護国神社）である。青葉山の仙台城（青葉城）本丸跡に創建された。明治維新以降の諸事変、戦役における宮城県関係あるいは縁故のある戦死・殉難者、5万6千余柱を祀る。神紋は十五菊に桜。

## 歴史
日清戦争後の明治31年（1898年）に組織された昭忠会を母体として、日露戦争中の明治37年（1904年）8月27日、現在地に「招魂社」を建立し、大日本帝国陸軍・第二師団管下（第2師管：宮城県・福島県・新潟県）および山形県の戦死者の一部を祀ったのを起源とする。昭和14年（1939年）の内務省令により内務大臣指定護国神社となり、「宮城縣護國神社」に改称した。
昭和20年（1945年）7月10日の仙台空襲で社殿を焼失し、神体は市内の秋保神社・仮宮に遷された。戦後の連合国軍占領期には、仙台城二の丸を中心に進駐した米軍に隣接し、「宮城神社」と称していた。昭和25年（1950年）国有地払い下げにより当社が本丸一帯を所有すると、仙台市は仙台城本丸の私有財産化に反対し、土地の一部を買い上げて公有財産化したが、当社所有地は残った。
進駐軍が去ると昭和32年（1957年）に社名を「宮城縣護國神社」に戻し、昭和33年（1958年）に伊勢神宮別宮「風宮」の旧社殿を移築して復興した。
昭和38年（1963年）5月18日、昭和天皇、香淳皇后が第14回全国植樹祭に合わせて県内を行幸啓。護国神社が訪問先の一つとなった。
昭和52年（1976年）10月12日、正面拝殿に火炎瓶が投げ込まれ炎上。神社関係者が消火にあたり、鉄製の拝殿の扉を焦がしたところで鎮火させた。「天皇陛下御在位五十年記念事業」に反対する過激派の犯行と見られている。
平成19年（2007年）10月には特攻勇士の像が建立された。
なお、第二師団の将兵・軍属の墓は、仙台市青葉区小松島の常盤台墓苑（旧・陸軍墓地）にある。

## 境内社
別宮として「浦安宮」があり、右宮には天照坐皇御神ほか三柱、左宮には当地に古くから鎮座する白水稲荷大神と仙台藩藩祖の伊達政宗を祀る。

## 福娘
例年、年末年始を中心に参拝客をもてなす「福娘」（青葉城ミス福娘）が12月上旬に選ばれる。内訳は、ミス福娘1名、準ミス福娘2名、福娘5～7名。
「ミス福娘」出身の有名人として白鳥百合子がいるほか、在任中にミス日本に選出された者もいる。

## 仙台藩との関係
当社は仙台城址に鎮座しているが、仙台城は戊辰戦争で官軍に占領されてから第二次世界大戦後の米軍の仙台進駐まで、政府側の軍事拠点が置かれていた所である。そのため当社は、靖国神社と同様に「天皇・朝廷・政府側の立場で命を捧げた者」を祭神としており、戊辰戦争に敗戦して賊軍となった仙台藩関係者は祀られていない。戦没仙台藩士1260人は、伊達政宗の霊廟「瑞鳳殿」に明治10年（1877年）にたてられた弔魂碑（仙台市所有）に祀られている。また、政宗を祀る青葉神社も、明治7年（1874年）に北山五山・東昌寺敷地内に創建された。このような背景があるため、当社が戦後も仙台城址を所有し、仙台城址観光の収益を独占する体制を批判する意見が聞かれることがある。その一方で、仙台市が所有する区画には現在、観光客向けの土産物屋・飲食店の類はないため、仙台城址観光客の満足度を高める一助となっている側面もある。
当社が仙台城址にあるため、「戦国BASARA」ファン（歴女）が政宗を祀る神社と勘違いして参拝するようになり、ゲームのキャラクター化された政宗らを描いた絵馬を奉納する例が目立つようになった。